# Días difíciles
Días dificiles es una película de melodrama mexicana de 1988 escrita y dirigida por Alejandro Pelayo y protagonizada por Alejandro Parodi, Blanca Guerra, Fernando Balzaretti y Luis Manuel Pelayo.

## Argumento
Los hermanos Edmundo y Ricardo, dos de los principales accionistas de las Industrias Castelar, han cerrado varias de sus fábricas por cuestiones económicas. Excepto sus rentables plantas químicas, las cuales no obstante les acarrean problemas con el gobierno por la contaminación que producen. Edmundo es secuestrado y piden rescate por él, pero Ezequiel, accionista y amigo de los Castelar, se niega a negociar. Todo se complica cuando varios niños son afectados por emanaciones de las plantas, matan a Edmundo, Ezequiel ataca al gobierno por la inseguridad que según él provocó la muerte de Edmundo. El gobierno desaloja a los habitantes de la zona industrial y los diputados obreros son silenciados con promesas de futuras canonjías.

## Reparto
| Actor                   | Personaje            |
| ----------------------- | -------------------- |
| Alejandro Parodi        | Edmundo Castelar     |
| Blanca Guerra           | Luisa Castelar       |
| Fernando Balzaretti     | Ricardo Castelar     |
| Luis Manuel Pelayo      | Ezequiel Rodríguez   |
| Beatriz Aguirre         | Doña Amalia Castelar |
| Sofia Olhovich          | La nena              |
| Luisa Fernanda González | Mónica Castelar      |
| Juan Carlos Colombo     | Lic. Ramos           |

## Premios

### Premio Ariel(1988)
| Categoría                   | Persona                                   | Resultado |
| --------------------------- | ----------------------------------------- | --------- |
| Mejor Director              | Alejandro Pelayo                          | Nominado  |
| Mejor Actriz                | Blanca Guerra                             | Ganadora  |
| Mejor Actor                 | Fernando Balzaretti                       | Nominado  |
| Mejor Guion Cinematográfico | Alejandro Pelayo Víctor Hugo Rascón Banda | Nominados |
| Mejor Argumento Original    | Alejandro Pelayo                          | Ganador   |
| Mejor Actor de Cuadro       | Luis Manuel Pelayo                        | Nominado  |

- Datos: Q25405496